# Yu Shu-Chen
Yu Shu-Chen (25 de enero de 1980) es una deportista taiwanesa que compitió en judo. Ganó cuatro medallas en el Campeonato Asiático de Judo entre los años 1995 y 1999.

## Palmarés internacional
| Representando a China Taipéi |                              |                   |           |
| Campeonato Asiático          |                              |                   |           |
| Año                          | Lugar                        | Medalla           | Categoría |
| 1995                         | Nueva Delhi (India)          | Medalla de plata  | –48 kg    |
| 1996                         | Ciudad Ho Chi Minh (Vietnam) | Medalla de bronce | –48 kg    |
| 1997                         | Manila (Filipinas)           | Medalla de bronce | –48 kg    |
| 1999                         | Wenzhou (China)              | Medalla de bronce | –48 kg    |